# Ławeczka Michała Sobeskiego w Poznaniu
Ławeczka Michała Sobeskiego w Poznaniu – ławeczka pomnikowa upamiętniająca prof. Michała Sobeskiego, jednego z założycieli Wszechnicy Piastowskiej, obecnego Uniwersytetu im. Adama Mickiewicza w Poznaniu. Usytuowana na terenie Kampusu UAM Ogrody przy ul. Augustyna Szamarzewskiego na Ogrodach w Poznaniu.

## Opis
Uroczystego odsłonięcia ławeczki dokonano 22 maja 2019, w ramach obchodów 100-lecia Uniwersytetu Poznańskiego. W odsłonięciu pomnika-ławeczki brał udział rektor Uniwersytetu im. Adama Mickiewicza w Poznaniu – prof. Andrzej Lesicki i pozostali przedstawiciele władz uczelnianych. Ławeczkę ufundował Poznański Park Naukowo-Technologiczny Fundacji UAM. Twórcą ławeczki-pomnika jest artysta rzeźbiarz Grzegorz Godawa. Odlew został wykonany w Odlewni Artystycznej Juliusza i Barbary Kwiecińskich „Brązart” w Pleszewie.